# 三条西季知
三条西 季知（さんじょうにし すえとも）は、江戸時代後期から明治期にかけての公卿・歌人。三条西実勲の子。官位は正二位・権大納言。

## 経歴
安政5年（1858年）、権中納言となり重んじられるが、文久3年（1863年）八月十八日の政変により、三条実美らと長州へ下向、いわゆる七卿落ちの一人となる。その後さらに大宰府まで走り、やがて王政復古の大号令によって赦され、権大納言に復し帰洛。明治元年（1868年）には皇太后宮権大夫となった。
明治維新後、参与、教部省教導職の長官である大教正兼神宮祭主となった。
三条西家の当主だけあって歌道の宗匠として知られ、西四辻公業と共に明治天皇の歌道師範となった。季知自身は三条西家分家当主の高松公祐に師事した。
明治11年（1878年）、13年（1880年）出版の『開化新題歌集』第一編に三首、二編に二首、以下の通り歌が収められている。
第一編

題「電信機」
「ことのはのかよふをみれば風の音の遠きさかひはなき世なりけり」

題「寒暖計」
「天地のこころやこれにかよふらんさらすはしららじ暑さ寒さを」

題「国旗」
「くもりなき御世のしるしはおほかれど先づあふがるる日の御旗かな」

第二編

題「水上警察」
「川くまの隈ももらさず見ることは水の濁りを残さざるなり」

題「道路修繕」
「きのふまで行なやみしも新しくひらけし道の心ちこそすれ」

また、三条西家は香道の宗匠家としても知られ、季知自身も公家文化を担うこの時代の文化人の一人であった。

## 系譜
- 父：三条西実勲（1785 - 1836）
- 母：三条実起長女
- 正室：山内豊敬の娘
- 継室：節子 - 仙石久道の娘
- 側室：家女房
  - 長男：公允[1]（1841 - 1904）- 伯爵
  - 五女：幾子（1848 - 1906）- 白川資訓室
  - 男子：乗禅 - 東寺観智院住職。
  - 女子：浜子（1870 - 1922）- 兄・公允の養子・三条西実義の妻。